# 4341 Poseidon
4341 Poseidon este un asteroid descoperit pe 29 mai 1987 de Carolyn Shoemaker.